# Cneu Otávio (cônsul em 165 a.C.)
Cneu Otávio (português brasileiro) ou Cneu Octávio (português europeu) (m. 162 a.C.; em latim: Cneus Octavius) foi um político da gente Otávia da República Romana eleito cônsul em 165 a.C. com Tito Mânlio Torquato. Era filho de Cneu Otávio Rufo, pretor em 205 a.C., e pai de Cneu Otávio, cônsul em 128 a.C.. Foi assassinado em 162 a.C. em Laodiceia na Síria.

## Primeiros anos
Otávio aparece pela primeira vez como edil curul em 172 a.C. No inverno de 170 a.C., foi enviado à Grécia com Caio Popílio Lenas como embaixador e, quando voltou, no ano seguinte, foi eleito decênviro sacro. Em 168 a.C. foi eleito pretor e recebeu o comando da frota romana na guerra contra os macedônios do rei Perseu. Depois que ele foi derrotado na Batalha de Pidna, no mesmo ano, Otávio foi até a Samotrácia, onde Perseu havia se refugiado, e recebeu sua rendição. O rei macedônio foi em seguida levado ao cônsul Emílio Paulo, que estava em Anfípolis. Em 167 a.C., Otávio voltou para Roma com o butim amealhado em sua campanha e, em dezembro daquele ano, celebrou um triunfo naval. A riqueza acumulada na campanha lhe permitiu viver o resto de seus dias em esplendor, o que, segundo Cícero, ajudou muito na sua eleição para o consulado em 165 a.C.. Otávio construiu uma casa no Palatino e um belo pórtico conhecido como Pórtico de Otávio, do qual nada sobreviveu.

## Consulado (165 a.C.) e anos finais
Em 165 a.C., Otávio foi eleito cônsul com Tito Mânlio Torquato, o primeiro de sua família a alcançar o topo da magistratura romana. Três anos depois, foi enviado com dois colegas, Lúcio Aurélio Orestes e Espúrio Lucrécio, até a Síria Selêucida para reforçar, em nome do Senado, os termos do tratado firmado com Antíoco III no final da Guerra romano-síria, pois o país estava imerso no caos decorrente da pouca idade do herdeiro de Antíoco, Antíoco V Eupátor.
Esta embaixada custar-lhe-ia a vida. Otávio foi assassinado em um ginásio em Laodiceia por um greco-sírio chamado "Leptines", que acusou o regente Lísias, o tutor do jovem rei, como mandante. Uma estátua foi colocada no Fórum Romano na ocasião e Cícero comenta que ela ainda estava lá em sua época.